# Tmarus piochardi
Tmarus piochardi är en spindelart som först beskrevs av Simon 1866.  Tmarus piochardi ingår i släktet Tmarus och familjen krabbspindlar. Inga underarter finns listade i Catalogue of Life.